# 坪内勝長
坪内 勝長（つぼうち かつなが、生年不詳 - 天正13年（1585年）?）は、戦国時代から安土桃山時代にかけての武将。実名は前野勝長（まえの かつなが）。越中国井波城主。

## 来歴

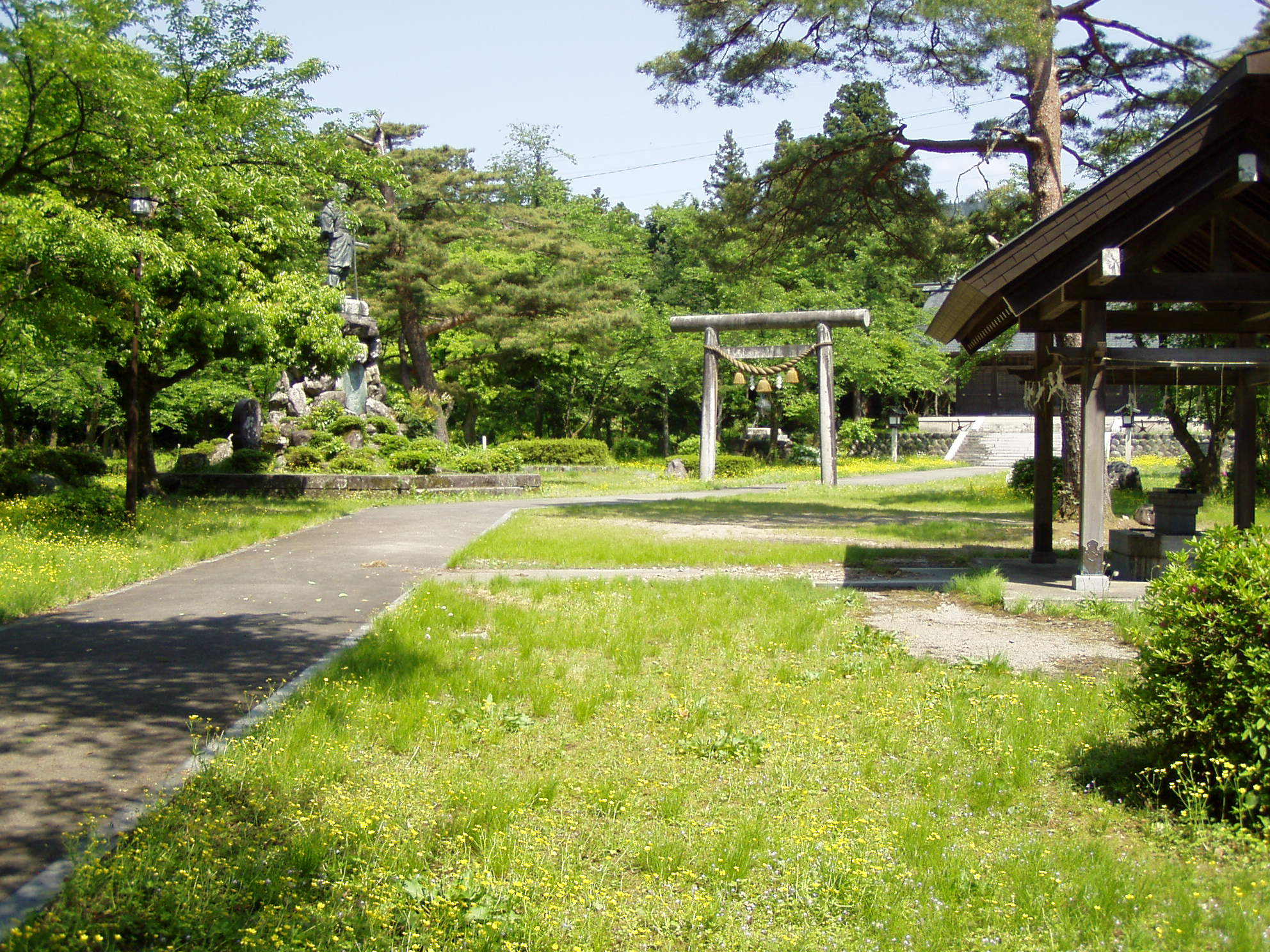
越中国井波城

勝長は、尾張国の土豪・前野家の前野宗康（前野舜秀）の三男（『寛政重修諸家譜』には長男）に生まれる。前野加賀守勝長を名乗る。小豆坂の戦いや桶狭間の戦いで活躍した後に佐々成政の家臣となった。元亀元年（1570年）6月22日、姉川の戦いに先立つ「八相山の退口」の際には小谷より退却の時に殿軍を務めた成政軍の中で奮戦した。主君成政とともに越中に攻め入った際、井波城主となり1万5000石を領した。その後、成政の命で越中魚津城・松倉城を攻め落とす（魚津城合戦）。この頃、叔父とされる坪内忠勝の養子となり坪内勝長を名乗る。天正12年（1584年）、成政と前田利家が争った時、朝日山城の戦いや末森城攻めなどで軍功を挙げる（朝日山城の戦い・末森城の戦い）。家老職に任じられるが、病気のため越中新川郡にて没。戦死とも伝わる。
また、織田信長の鉄砲隊の中心である成政の鉄砲隊の奉行を務め、鉄砲三段射撃を考案した人物の一人となった。勝長の長男である前野吉康は佐々成政の妹を妻としたとされる。
『肥後国前野佐々氏系図』の記述によるとこの勝長は『水戸黄門漫遊記』に出てくる佐々木助三郎の先祖である。前野義康の子・常円が建てた観音寺に勝長の供養塔が建てられた。

## 系譜
- 父：前野宗康
- 養父：坪内忠勝
- 母：不詳（妙善か）
- 妻：佐々政元娘
- 男子：前野忠康
- 男子：前野吉康
- 男子：坪内三左衛門
- 男子：坪内喜兵衛
- 男子：前野宗高